# 綾波涼
綾波 涼（あやなみ りょう、1979年7月9日 - ）は日本のAV女優。
1997年、インディーズレーベルのAV作品でデビュー。その後、アテナなどメジャーレーベルにも出演するようになった。

## プロフィール
- 生年月日：1979年7月9日
- 身長：165cm[1]
- 体重：50kg未満

## 人物
- インディーズ時代は『近藤かおり』『綾波りょう』という芸名を使っていたことがある。
- SOD作品の累計売り上げが10万本を突破し、SOD社長高橋がなりよりダイヤの指輪をプレゼントされた。

## 作品
- 乳王1 巨乳パラダイス 綾波涼（U&K）
- スペレズ（SOD） - 共演：TUBAKI KYOKO
- 乳辱ナース レイプ病棟（SOD）
- 調教巨乳犬（SOD）
- 乳房セクレタリー 綾波涼（SOD）
- 床屋の女 遠いあのころ（SOD）
- 令嬢巨乳監禁レイプ 淫奔暴行（SOD）
- 綾波涼ベストセレクション（SOD） - 総集編
- 全裸チャレンジャー108人（SOD）
- 乳辱 そのデカパイをもみまくれ（MAX）
- 綾波涼のバストアタック（巨乳リアル）
- 綾波涼のバストアタック 中出しバージョン（巨乳リアル）
- バストアタックスペシャル（巨乳リアル） - 他出演：望月ねね、石野まみ
- 女囚刑務所 新宿区役所通りの女の愛憎（TA企画）
- ONE お姉さんは好きですか? オッパイでイッパイしてあげる 綾波涼（レイディックス）
- スイート・ドール 綾波涼（グローリークエスト）
- スイート・ドールスペシャル 1-5（グローリークエスト） - 総集編
- みせたがる痴女 綾波涼（クールビジョン）
- 超乳RYO 綾波涼 B100 Hcup（アロマ企画）
- ついに裏流出 美人お姉さん（淫狂乱）
- デイドリーム 6 in 1の悶絶バトル2（Mi・Cro）
- Juicy 綾波涼（オブテイン・フューチャー）
- 巨乳 中出し 近藤かおり（JACOSU）
- コスプレ巨乳ランド 窒息ボディ90min（ワープエンタテインメント） - 他出演：河合あいり、米倉晴美、吉村茜、上野英理
- 超乳天国 綾波涼（ホルスタイン）
- 女囚刑務所 女の愛憎（オブティン・フューチャー）
- BAKUNYU vol.6 綾波涼（ダイレクトライン）
- 連続中出し絶頂 vol.5 綾波涼（USA）
- 連続中出し絶頂 スペシャルvol.2 綾波涼（USA）
- 強制顔射 2 綾波涼（U&K）
- Gカップ家庭教師 綾波涼（セクシー進学会）
- お姉さんアナルとアソコに中出し VOL.17 綾波涼（ジンギスカン）
- 痴女おねえさん私と3Pするのよ おしえてあげる 綾波涼（赤坂ヒ素）
- たこ夫人 中出しされる奥さん3（剛田プロ）
- 痴態暴発 綾波涼（噂の痴女）
- 淫乳痴女1 綾波涼（麒麟堂）
- 世界は巨乳で廻っている 綾波りょう（チャンネルV）
- お姉さんの甘い誘惑 綾波 涼（シスター姫様）
- ニッ●イセールスレディ（NICEJIAPNG） - オムニバス作品
- 私が優しくおしえてあげる 真性中出し（スイートネピア）
- 爆乳デカブラ天国3 - 共演：園田美樹、吉田えりか、MAI、SAYURI
- おっぱい星人（ワンズファクトリー） - 他出演：原ひかる他
- 痴女スペシャル2（痴女博） - オムニバス作品
- 超淫乳房 パイズリ10人連続発射 綾波涼のHカップでヌク（FetishCLUB）
- やすらぎ熟女巨乳9（やすらぎの里）
- 超乳天国（ルビー） - 他出演：井上千尋、吉岡恵理、二岡ちなみ、川上良子
- ザ・爆乳（VCA）